# Joel Harrison
Joel Harrison (Washington D. C., Estados Unidos, 27 de julio de 1957) es un compositor de jazz estadounidense, especialmente famoso por haber fundado el popular festival en Nueva York Alternative Guitar Summit. A este festival han asistido músicos tan prestigiosos como Marc Ribot, Larry Campbell, Chris Eldridge, Steve Cardenas, Cindy Cashdollar y Miles Okazaki.